# 양휘
양휘(중국어 간체자: 杨辉, 정체자: 楊輝, 병음: Yáng Huī 양후이[*], 자 겸광(중국어 간체자: 谦光, 정체자: 謙光, 병음: Qiānguāng 창광[*], 1238~1298)는 남송의 수학자이다. 마법진 및 마방진과 이항 정리에 대하여 연구하였다. 파스칼의 삼각형이 등장하는, 현존하는 최고(最古)의 문헌을 집필하였다.

## 생애
양휘의 생애에 대해서는 거의 알려진 것이 없다. 1238년 경에 임안(臨安) (오늘날 항저우시)에서 태어난 것으로 추정되며, 1298년 경에 사망한 것으로 추정된다. 이야(李冶, 1192~1279) · 진구소(秦九韶, 1208~1261) · 주세걸(1249~1314) 등과 동시대 수학자이다.

## 저서

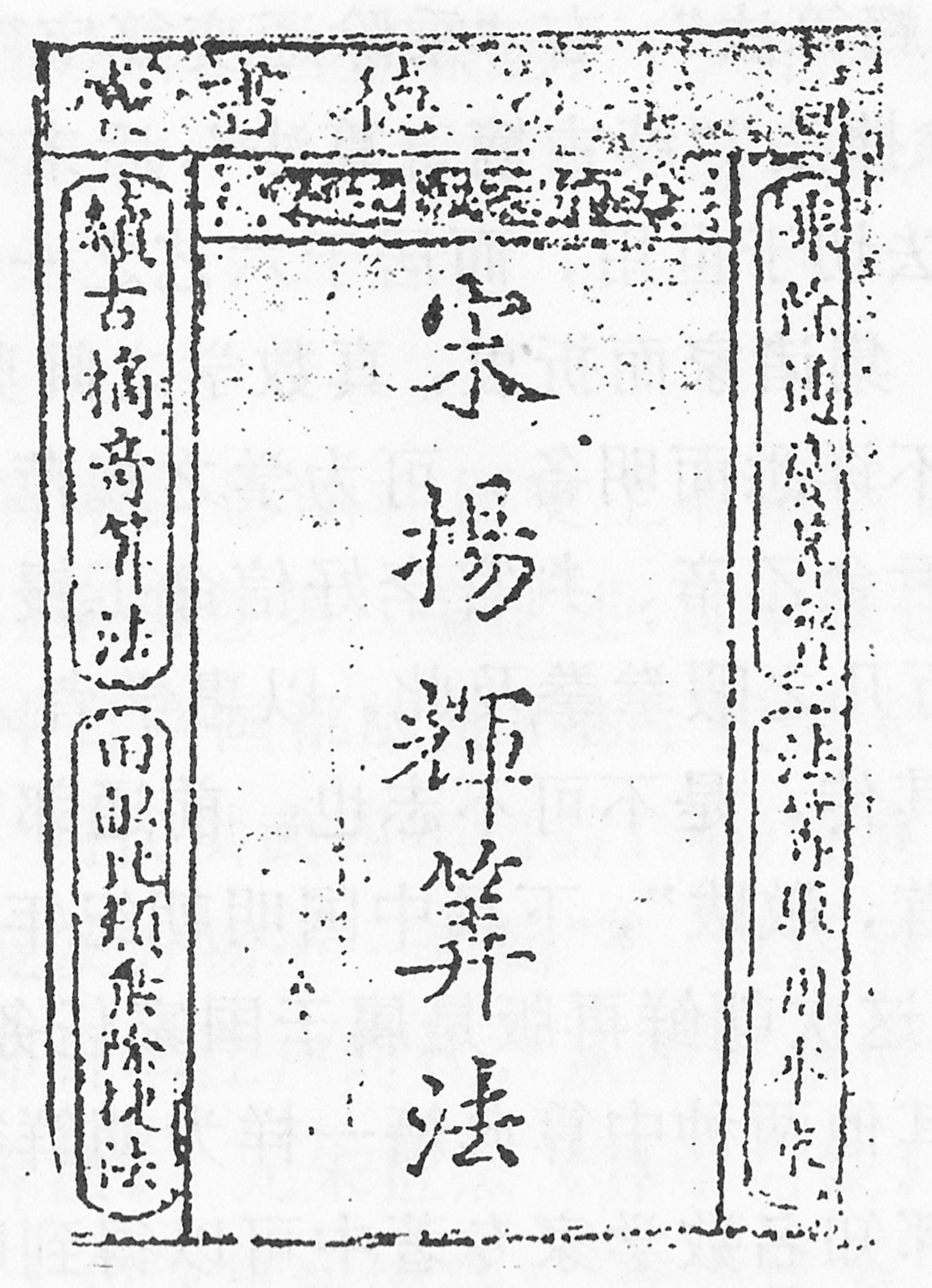
1433년 조선에서 출판된 《양휘산법》

- 《상해구장산법》(詳解九章算法), 1261년. 《구장산술》에 대한 주석이다. 파스칼 삼각형이 등장하는 현존하는 최고(最古)의 문헌이며, 이는 가헌의 업적을 발전시킨 것이다.
- 《속고적기산법》(續古摘奇算法), 1275년 경
- 《산법통변본말》(算法通變本末), 1275년 경

《속고적기산법》과 《산법통변본말》을 통틀어 《양휘산법》(楊輝算法)으로 일컫기도 한다.

## 같이 보기
- 마원진#양휘의 마원진